# Зоаби, Карем
Карем Зоаби (араб. كرم زعبي‎; ивр. כרם זועבי‎; родился 3 мая 2006) — израильский футболист, нападающий португальского клуба «Риу Аве».

## Клубная карьера
Выступал за футбольные академии клубов «Буейне-Нуджидат», «Хапоэль» (Аси Гильбоа), «Маккаби» (Хайфа) и «Хапоэль» (Иерусалим). 4 апреля 2023 года дебютировал в основном составе иерусалимского «Хапоэля», выйдя на замену в матче израильской Премьер-лиги против клуба «Маккаби» (Нетания).
1 июля 2024 года перешёл в португальский клуб «Риу Аве». 23 ноября 2024 года дебютировал в основном составе «Риу Аве» в матче Кубка Португалии против «Алверки», отметившись забитым мячом. 6 января 2025 года впервые сыграл в португальской Примейра-лиге, выйдя на замену в матче против клуба «Жил Висенте».

## Карьера в сборной
Выступал за сборные Израиля до 16, до 17, до 18, до 19 лет и до 21 года.